# フェルナンド・エチャバリ
フェルナンド・エチャバリ・エラスン（Fernando Echávarri Erasun、1972年8月13日 - ）は、スペイン・サンタンデール県サンタンデール出身の男子セーリング競技選手（トーネード級）。北京オリンピックトーネード級金メダリスト。

## 経歴
1972年8月13日、ビスケー湾（大西洋）に面するサンタンデール県サンタンデールに生まれた。5歳の時には、やはり大西洋に面するガリシア州ポンテベドラ県ポンテベドラに転居した。
1996年のアトランタオリンピックの際には、スペインにおける最終選考会で落選した。2000年にオーストラリアのシドニーで開催されたシドニーオリンピックでは、アントン・パスと組んでスペインB代表として参加した。
2004年にギリシャのアテネで開催されたアテネオリンピックでは、アントン・パスと組んだトーネード級で8位となった。2005年にフランスのラ・ロシェルで開催されたセーリング世界選手権ではトーネード級で金メダルを獲得した。
2007年にポルトガルのカスカイスで開催された世界選手権ではトーネード級で金メダルを獲得した。2008年に中国の北京で開催された北京オリンピックでは、アントン・パスと組んだトーネード級で金メダルを獲得した。トーネード級はこの大会を最後にオリンピックから除外された。
2017年にフランスのラ・グランド＝モットで開催された世界選手権ではNacra 17級で銀メダルを獲得した。

## オリンピック成績
| 年   | 開催地                   | 大会                 | 順位          |
| ---- | ------------------------ | -------------------- | ------------- |
| 2000 | オーストラリア・シドニー | シドニーオリンピック | スペイン代表B |
| 2004 | ギリシャ・アテネ         | アテネオリンピック   | 8位           |
| 2008 | 中国・北京               | 北京オリンピック     | 金メダル      |